# Gâmbia
Gâmbia, oficialmente República da Gâmbia, é um pequeno país da África Ocidental que rodeia o curso inferior do Rio Gâmbia. É rodeado pelo Senegal por todos os lados exceto a oeste, onde faz fronteira com o Oceano Alântico. A sua capital é Banjul, que tem a área metropolitana mais extensa em todo o país.
Árabes muçulmanos fizeram comércio com locais da África Ocidental no território da Gâmbia durante os séculos IX e X d.C. Em 1455, os Portugueses foram os primeiros Europeus a entrar na Gâmbia, embora não tenham estabelecido rotas de comércio significativas lá.  Em 1765, a Gâmbia tornou-se uma colónia britânica. Em 1965, a Gâmbia tornou-se independente do Reino Unido. Entre 1982 e 1989, esteve unida ao país vizinho, sob o nome de Senegâmbia. Desde que se tornou um país independente, a Gâmbia teve apenas três presidentes – Dawda Jawara, que comandou o país por três décadas, até 2004 o governante Yahya Jammeh, que ascendeu ao poder ao comandar o golpe que derrubou seu antecessor e Adama Barrow eleito por eleições diretas em 2016.
A economia da Gâmbia é centrada na agricultura, pecuária, pesca e principalmente no turismo.
Em Julho de 2017, a população era de 2 051 363 de habitantes.

## Etimologia
O nome "Gâmbia" é derivado do termo em língua mandinga Kambra ou Kambaa, que advém do instrumento sagrado Gamba dos povos sererês, que consiste em um tipo especial de cabaça tocada quando um ancião sererê morre. O termo Gamba foi dado pelas populações nativas para designar o rio Gâmbia. Os exploradores portugueses, que chegaram à região no século XV, adotaram o nome do rio para designar a região, nome que foi preservado durante o domínio colonial britânico.
Após a independência do país em 1965, o nome Gâmbia foi conservado. Após a proclamação da república em 1970, o nome oficial do país tornou-se República d'A Gâmbia, inserindo-se formalmente o artigo definido "A" antes de Gâmbia, com o nome do país ficando como "A Gâmbia". A Gâmbia é um dos poucos países para os quais o artigo definido é comumente usado em seu nome e onde o nome não é plural nem descritivo (por exemplo, "as Filipinas" ou "o Reino Unido"). O artigo também é usado oficialmente pelo governo do país e por organismos internacionais. Em 1964, pouco antes da independência do país, o primeiro-ministro Dawda Kairaba Jawara escreveu ao Comitê Permanente de Nomes Geográficos para Uso Oficial Britânico solicitando que o nome Gâmbia mantivesse o artigo definido, em parte para reduzir a confusão com a Zâmbia, que também havia se tornado independente recentemente. O cientista da comunicação britânico-gambiano Sheriff Bojang M'Bai defende que o nome Gâmbia enfatiza, primariamente, a conexão da nação com o rio Gâmbia, uma característica geográfica definidora.
A administração de Yahya Jammeh mudou o nome longo para República Islâmica da Gâmbia em dezembro de 2015. Em 29 de janeiro de 2017, o recém-eleito presidente Adama Barrow mudou o nome de volta para República d'A Gâmbia.

## História

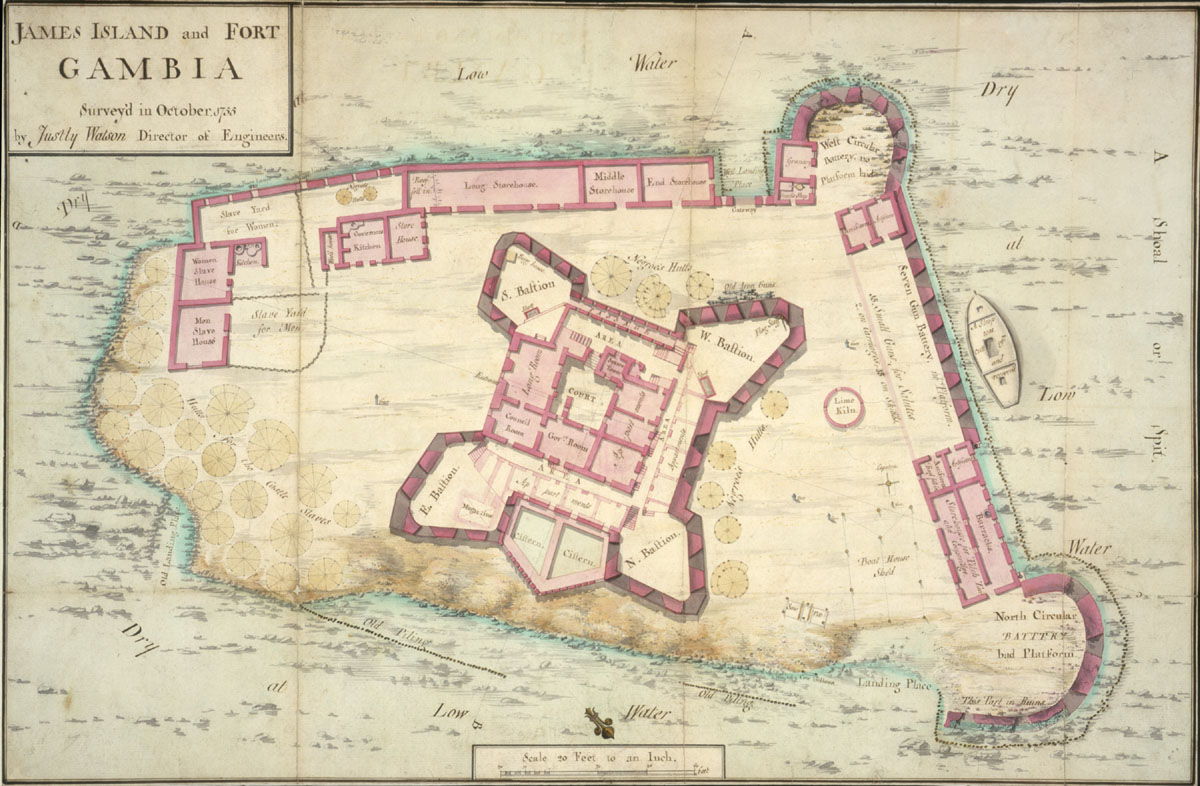
Plano do Forte de Gâmbia na Ilha James

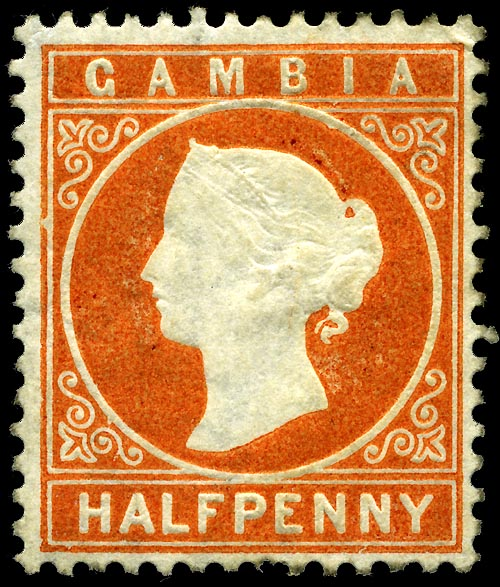
Selo de 1880

Gâmbia formou parte do Império do Gana assim como do Império Songai. Os primeiros testamentos escritos que se têm da região provêm de alguns textos escritos por comerciantes árabes, nos séculos IX e X, quando os comerciantes árabes criaram uma rota comercial, que comercializou escravos, ouro e marfim. No século XV, os portugueses herdaram este comércio estabelecendo uma rota de comércio do Império do Mali, o qual era pertencente à zona da época.
Em 1588, António Prior do Crato vendeu os direitos de exclusividade de comércio na região do rio Gâmbia aos ingleses, direitos que foram confirmados pela rainha Elizabeth I. No ano de 1618 o rei inglês Jaime I deu a concessão de comércio na região de Gâmbia e da Costa do Ouro a uma companhia inglesa. Entre 1651 e 1661 partes da atual Gâmbia estiveram sob domínio da Curlândia, na época do príncipe Jacob Kettler, vassalo da Polónia-Lituânia.
Desde o final do século XVII e durante todo o XVIII a região dos rios Senegal e Gâmbia foi alvo da disputa entre ingleses e franceses. Em 1783 o Tratado de Paris deu a posse do rio Gâmbia aos ingleses, mas os franceses retiveram um enclave na região que só foi cedido ao Reino Unido em 1857. Mais de 3 milhões de escravos foram enviados desta região para as colónias na América. Em 1807, a escravatura foi abolida no Império Britânico, para tentar que os britânicos terminassem com o comércio de escravos na Gâmbia. Para isso, criaram o posto militar de Bathurst (hoje Banjul) em 1816. Nos anos seguintes, Banjul estava submetida à jurisdição do governador britânico na Serra Leoa. Em 1888, a Gâmbia converteu-se numa colónia autónoma e, um ano mais tarde, em colónia real.
A Gâmbia ficou independente do Reino Unido em 1965. Em 1970, Dawda Kairaba Jawara se converteu no primeiro presidente do novo estado e foi reeleito em 1972 e 1977. Depois da independência, a Gâmbia melhorou seu desenvolvimento económico graças ao aumento nos preços de sua principal matéria de exportação, o amendoim, e ao desenvolvimento do turismo internacional. Em 1982, junto com Senegal, a Gâmbia formou a Confederação de Senegâmbia. O presidente Jawara foi derrotado em 1994 por Yahya Jammeh, quem estabeleceu uma ditadura. Jammeh foi reeleito em 2001 e revogou a lei que proibia a existência de partidos opositores.
Em 23 de novembro de 2010, a Gâmbia rompe todas as suas relações diplomáticas, económicas e políticas com o Irão.

## Geografia
A Gâmbia é um dos menores países da África. Trata-se de uma longa faixa de terra pantanosa que se estende ao longo de cerca de 320 km para o interior da África ocidental mas nunca atinge os 50 km de largura, ao longo das duas margens do rio Gâmbia, navegável em todo o seu curso gambiano. O país também inclui a ilha de Saint Mary, na foz do Gâmbia, onde se ergue a capital, Banjul, e a ilha James, que foi declarada Património Mundial pela UNESCO.
O clima é tropical, semelhante aos do vizinho Senegal, do sul do Mali e do norte do Benim. De junho a novembro há uma estação quente e bastante chuvosa. De novembro a maio as temperaturas são mais baixas e a estação é seca.
Cerca de 56,1% das terras do país são cultiváveis. De terra cultivável permanente há 41%; culturas permanentes 0,5%; pastagem permanente 14,6%. São dados de 2011.
A fatia equivalente de área florestal é representada por 43,9%.
Os assentamentos são encontrados espalhados ao longo do rio Gâmbia; as maiores comunidades, incluindo a capital de Banjul, e a maior cidade do país, Serekunda, são encontradas na foz do rio Gambia ao longo da costa atlântica.

## Demografia

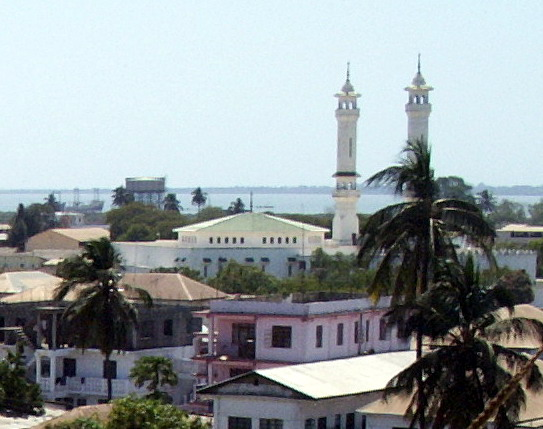
Banjul, a capital do país

O país possui pouco mais de 2 milhões de habitantes (2017), o que revela uma densidade de 140 habitantes por quilómetro quadrado. O país, apesar de possuir um território muito limitado, de apenas 11 295 quilómetros quadrados, apresenta diversas etnias. Grande parte da população é composta pelos mandingas (42%), seguidos pelos fulas, com 18%, os uolofes (16%), os diúlas (10%), os seraulis (9%) e ainda outras etnias que, somadas, respondem por 5% dos gambianos. 99% da população é negra. Apenas 1% é branca, descendente principalmente de europeus, entre outros povos.
O levantamento de 2007 indica que 56% da população do país vive nas cidades. A taxa de analfabetismo preocupa muito as autoridades, por ser muito alta, 57,5%. Apenas 42,5% da população acima dos 15 anos é alfabetizada.
Eis alguns dados sobre a demografia gambiana:
- Mortalidade Infantil: 74,2/1 000 nascidos vivos (166º);
- Fecundidade: 4,23 filhos por mulher;
- Crescimento Demográfico: 2,3% ao ano;
- Expectativa de vida: 59,4 anos.
  - Expectativa de vida masculina: 58,6 anos.
  - Expectativa de vida feminina: 60,3 anos.

### Religião
Em 2013, a Central de Inteligência Americana forneceu que 95,7% da população seguia o Islã como religião, 4,2% seguiam o cristianismo e de ateus apresentava 0,1 %.
Quem promoveu a religião islâmica para a bacia da Senegâmbia, incluindo a Gâmbia, foram os comerciantes árabes berberes que regularmente atravessavam o deserto do Saara desde o ano 1000. Após a morte do profeta Maomé em 632, o Islã alcançou o norte da África. No século XI, o Futa Toro, no Senegal, foi convertido ao islamismo. No mesmo século, o movimento puritano almorávida fez uma aparição entre as tribos berberes do sul da Mauritânia e fez um forte impacto religioso lá. Foram essas pessoas convertidas que lançaram os fundamentos da religião na Gâmbia e no Senegal. 
Os primeiros viajantes comentaram favoravelmente a piedade, a bolsa e as características das importantes cidades comerciais. Por outro lado, eles também observaram a continuação dos costumes e cerimônias tradicionais que eram inaceitáveis para o Islã. Parece que o Islã no vale da Gâmbia antes de 1800 era pouco mais do que uma crença imperial de grande prestígio que existia lado a lado com os cultos de outros deuses. Poucos governantes poderiam escapar da necessidade de tirar o poder e a legitimidade das religiões tradicionais. Muitas pessoas adoraram nas mesquitas e sacrificaram às divindades locais. 
Foi principalmente por esta razão que, na última parte do século XIX, os jiadistas gambianos, como Maba Diakhou e Foday Kabba Dumbuya, castigaram governantes nominalmente muçulmanos por suas práticas religiosas relaxadas em seus estados e, assim, travaram as Guerras Soninquê-Marabuto que grassaram na Gâmbia por toda parte o século XIX colocando o Islã em uma nova base.
Os cristãos por sua vez, passaram a existir em Gâmbia com práticas durante e depois da ocupação britânica nos séculos XVIII, XIX e XX, mesmo sendo minoria na representação religiosa.

## Política

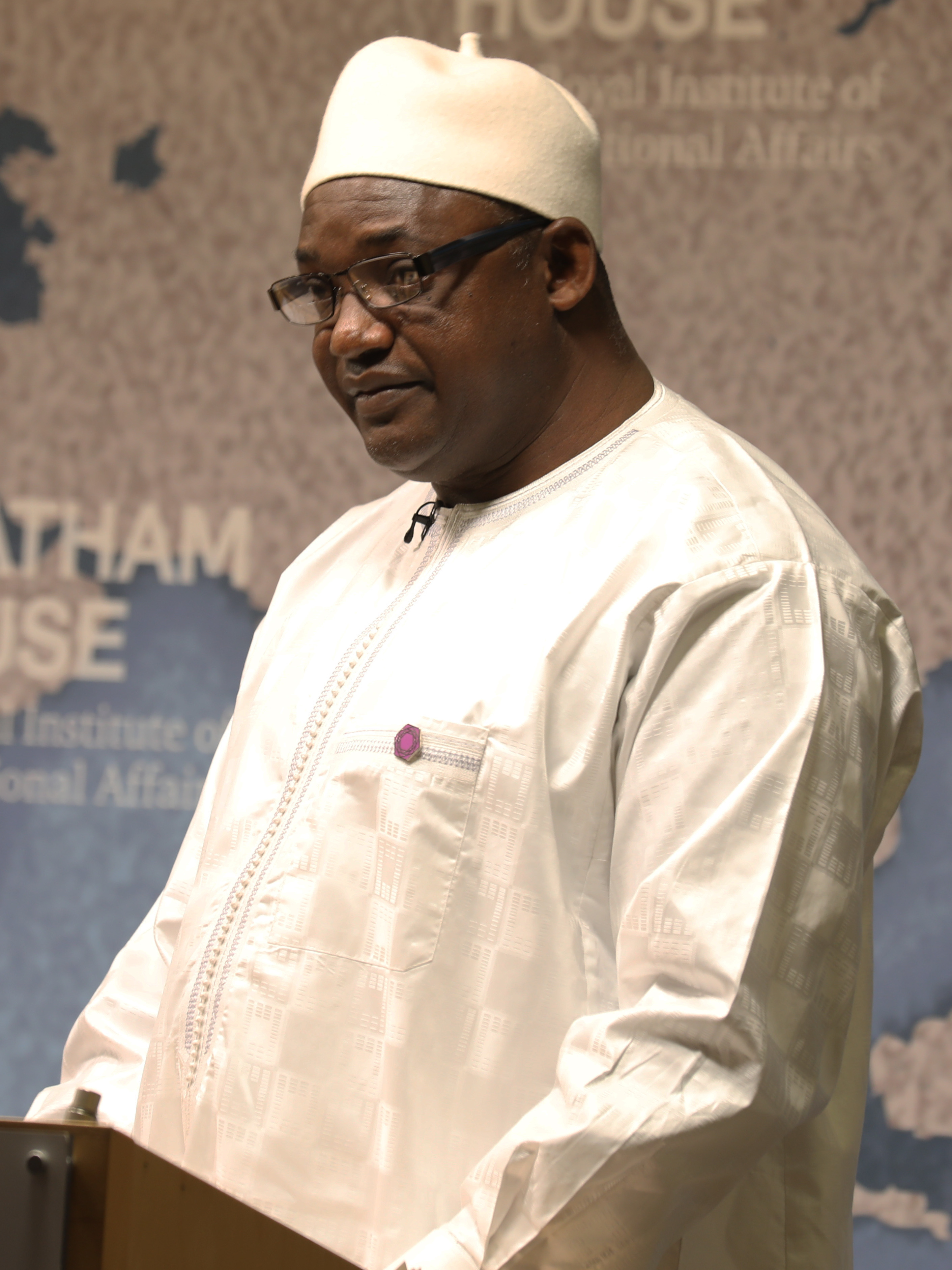
Adama Barrow, presidente do país.

A vigente Constituição de Gâmbia foi aprovada, depois de um referendo, em 16 de janeiro de 1997, após  um golpe de estado em 1994 que dissolveu o Parlamento e derrogou a Constituição de 1970.
A Gâmbia é uma República presidencialista. O Presidente da República é eleito por sufrágio universal para um período de cinco anos. O poder legislativo reside na Assembleia Nacional composta por quarenta e oito membros, dos que 43 são eleitos por sufrágio universal, e cinco os escolhe o Presidente da República.
O poder executivo está dividido entre o Chefe do Estado e o Presidente do Governo, nomeado pela Assembleia entre uma trinca eleita pelo Presidente da República.
O poder judiciário articula-se em volta do Tribunal Supremo que se organiza administrativamente segundo o modelo francês.
O novo presidente em Julho de 2017 lançou um projeto que poderá mudar a atual constituição do país.

## Subdivisões
A divisão administrativa da Gâmbia é feita num primeiro plano por divisões. Depois, numa divisão paralela, que se mantém desde a independência do país em 1965, está dividido em Áreas de Governo Local, que por sua vez se dividem em distritos. Existem 5 divisões e uma cidade, Banjul, com esse estatuto:

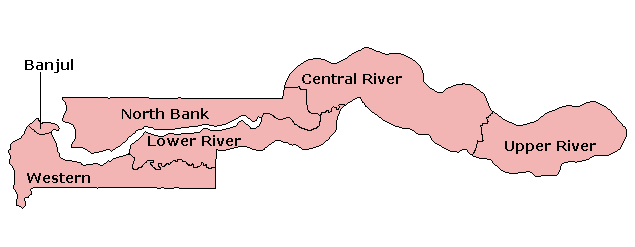
Subdivisões da Gâmbia

| - Banjul (capital) - Lower River - Central River - North Bank - Upper River - Western |

## Economia

Principais produtos de exportação de Gâmbia em 2019.

A Gâmbia é um estado agrícola economicamente subdesenvolvido, no qual 30% do PIB é fornecido pela agricultura, que emprega cerca de 75% da população ativa (cerca de 20% a mais que no início dos anos 1990). A principal cultura agrícola é tradicionalmente o amendoim, que serve como principal fonte de câmbio (40% do valor das exportações). A indústria é pouco desenvolvida e representada por pequenas e médias empresas. Existem empresas para a produção de materiais de construção, cerveja e refrigerantes, descascamento e processamento de amendoim. O artesanato é desenvolvido - curativos em couro, cerâmica e outros. O setor de serviços responde por 3,3% do PIB. O turismo está se desenvolvendo rapidamente, fornecendo um influxo de moeda forte no país.
A Gâmbia não tem recursos naturais ou minerais confirmados, e tem uma agricultura pouco desenvolvida. Aproximadamente 75% de sua população depende do cultivo da terra ou da criação de animais para subsistência. As atividades industriais principais são o processamento de amendoim, peixes e peles. O comércio de reexportação era uma atividade económica importante, porém o aumento de fiscalização do governo a partir de 1999 e a instabilidade da moeda do país, o dalasi, fez com que esta atividade sofresse redução.
As belezas naturais do país e a proximidade com a Europa tornaram-no um destino turístico importante. Sua economia era a 194a do mundo em 2007.

## Cultura

### Literatura
A literatura gambiana consiste na tradição literária oral e escrita do povo gambiano. A literatura oral, incluindo os griots tradicionais e diversas formas de poesia ritual, tem sido historicamente a forma predominante de transmissão cultural, em sintonia com a Senegâmbia em geral. Desde a década de 1960, surgiu uma literatura escrita gambiana em inglês, liderada por Lenrie Peters.
Na Gâmbia, como em grande parte da África Ocidental, a tradição literária oral tem sido historicamente a forma predominante de transmissão cultural. É o domínio dos griots, narradores tradicionais da Senegâmbia que frequentemente acompanham suas histórias com música tradicional, tocada em instrumentos como a kora. Essas histórias servem para preservar histórias familiares e valores morais, e historicamente os griots até acompanharam reis à guerra para fornecer encorajamento moral. Com a modernização, os griots tradicionais foram substituídos por artistas musicais e artistas como Jaliba Kuyateh.
A literatura oral gambiana também abrange várias formas de expressão musicais e poéticas associadas a rituais ou eventos culturais, como o tassou, recitado antes de apresentações de dança; o baku, expressões poéticas usadas por lutadores para intimidar seus oponentes; e a poesia recitada em cerimônias de circuncisão.
A produção de literatura em língua inglesa na Gâmbia tem sido mais limitada do que em outros países anglófonos da África. Os autores que escrevem sobre literatura africana tendem a ignorar a literatura gambiana ou declararam abertamente que não existe literatura gambiana. John Povey, no volume de 1986 Literaturas africanas no século XX, afirmou que a Gâmbia tem "uma base mínima para qualquer literatura nacional identificável ou sustentada", visto que o próprio país existe como resultado da "indiferença colonial às fronteiras naturais".
Tijan Sallah, um proeminente autor gambiano, argumenta que a questão de uma literatura gambiana distinta está intrinsecamente ligada à identidade nacional e à "narrativa que emergiu com a construção colonial da nação gambiana". Ele também argumenta que os textos que devem ser considerados parte de uma literatura gambiana "nacional" não podem ser limitados a um dos grupos étnicos do país e devem, portanto, necessariamente ser escritos em inglês, a língua franca do país, embora reconheça que tal definição é controversa. Ele observa que a falta de um número suficiente de leitores com poder de compra suficiente, bem como de editoras e críticos literários na Gâmbia, impediram o desenvolvimento da literatura gambiana.
A obra "Negras Raízes", do autor afro-americano Alex Haley, situa seu ancestral Kunta Kinte na Gâmbia, tornando o país mundialmente famoso. Isso levou a um aumento no turismo de pessoas (especialmente afro-americanas) que desejam aprender sobre o tráfico de escravos.

### Feriados
| Data            | Nome em português    | Nome local       |
| --------------- | -------------------- | ---------------- |
| 18 de fevereiro | Dia da Independência | Independence Day |
| Festa móvel     | Sexta-feira Santa    | Holy Friday      |
| 1 de maio       | Dia do trabalho      | Worker's Day     |
| 15 de agosto    | Dia da Assunção      | Assumpcion's Day |